# Структура органских молекула
Сем угљеника органска једињења скоро увек садрже и водоник, често кисеоник, азот и халогене елементе (само у вештачки направљеним органским једињењима), а могу да садрже сумпор и фосфор.
Да би се могле објаснити особине органских једињења потребно је знати из којих атома се састоји и колико атома улази у састав датог молекула. Да би се то сазнало потребно је знати молекулску формулу.
Ипак познавање молекулске формуле неког једињења даје веома мало података о особинама тог једињења. На пример молекулска формула  може да одговара за два у потпуности различита једињења. Она одговара етанолу али одговара и диметил-етру. Код етанола кисеоник је везан за угљеник и водоник а код диметил-етра кисеоник је везан за два угљеникова атома. Зато се користе структурне формуле. На пример структурна формула етанола изгледа овако: 
Још у 18. веку пре научних сазнања о атомској и молекулској структури, примећено је да молекулска формула није довољна за карактеризацију неког молекула. Нађено је много различитих супстанција које су имале исту молекулску формулу, што је показивало да особине молекула сем од броја и врсте атома зависе од још неког фактора. Појавила се идеја да је тај фактор начин на који су атоми везани у датом молекулу. Пионир овог истраживања био је Кекуле али и низ других научника. Од ове идеје је настала структурна теорија органских молекула. Основе структурне формуле су биле:
1. атоми у молекулу су међу собом повезани ковалентним везама, и број ковалентних веза за један атом је увек исти.
2. угљеникови атоми се међусобно могу везивати у неограниченом броју градећи отворене или затворене прстенове, а хемијска веза између два угљеникова атома може бити једнострука, двострука и трострука.
3. сваком органском једињењу одговара једна структура то јест један начин и редослед којим су атоми у том молекулу везани.

На структурној теорији и данас је засновано изучавање органске хемије.